# La importància de ser franc (pel·lícula de 1952)
La importància de ser franc (títol original en anglès: The Importance of Being Earnest) és una pel·lícula anglesa dirigida per Anthony Asquith estrenada el 1952. És una adaptació de l'obra de teatre d'Oscar Wilde del mateix nom. Ha estat doblada al català.

## Argument[2]
Per a Jack el nom de Frank significa poder viure al seu aire, a la ciutat, lluny del camp. Allà hi ha Frank, el seu irreverent germà, que ha de vigilar contínuament. En realitat això només és un estratagema per poder escapar del camp sempre que li vingui de gust, ja que Jack i Frank són una mateixa persona. Tot va bé fins que un dia el seu millor amic va lligant caps i descobreix que Frank no existeix. La situació es complica quan la seva promesa li confessa que el que més l'atreu de Frank és el seu nom.

## Adaptació
La pel·lícula és en gran part fidel al text de Wilde, encara que divideix alguns dels actes a escenes més curtes en localitzacions diferents. Com l'actor Ian McKellen ha escrit, l'actuació de l'actriu Edith Evans és una actuació tan aclamada i fortament recordada bastants anys després que suposa un desafiament per a qualsevol que interpreti el paper de Lady Bracknell.
La pel·lícula destaca pel treball dels actors, tot i que els papers interpretats per Redgrave i Denison representen haurien estat més adients per a actors deu anys més joves. Margaret Rutherford, que representa Miss Prism en aquesta adaptació, va serLady Bracknell en la producció de BBC de 1946.

## Repartiment
- Michael Redgrave: Jack Worthing
- Michael Denison: Algernon Moncrieff
- Edith Evans: Lady Augusta Bracknell
- Joan Greenwood: Gwendolen Fairfax
- Dorothy Tutin: Cecily Cardew
- Margaret Rutherford: Miss Letitia Prism
- Miles Malleson: Canon Chasuble
- Walter Hudd: Lane
- Richard Wattis: Seton
- Aubrey Mather: Merriman

## Nominacions
- 1952: Lleó d'Or
- 1953: BAFTA a la millor nova promesa per Dorothy Tutin